# Candamo
Candamo is een gemeente in de Spaanse provincie en regio Asturië met een oppervlakte van 71,97 km². Candamo telt 2.049 inwoners (1 januari 2016).
In het dorp San Román (Candamo) werden rotsschilderingen gevonden in de grot Peña de Candamo.

## Demografische ontwikkeling
Bron: INE, 1857-2011: volkstellingen